# Multicasco

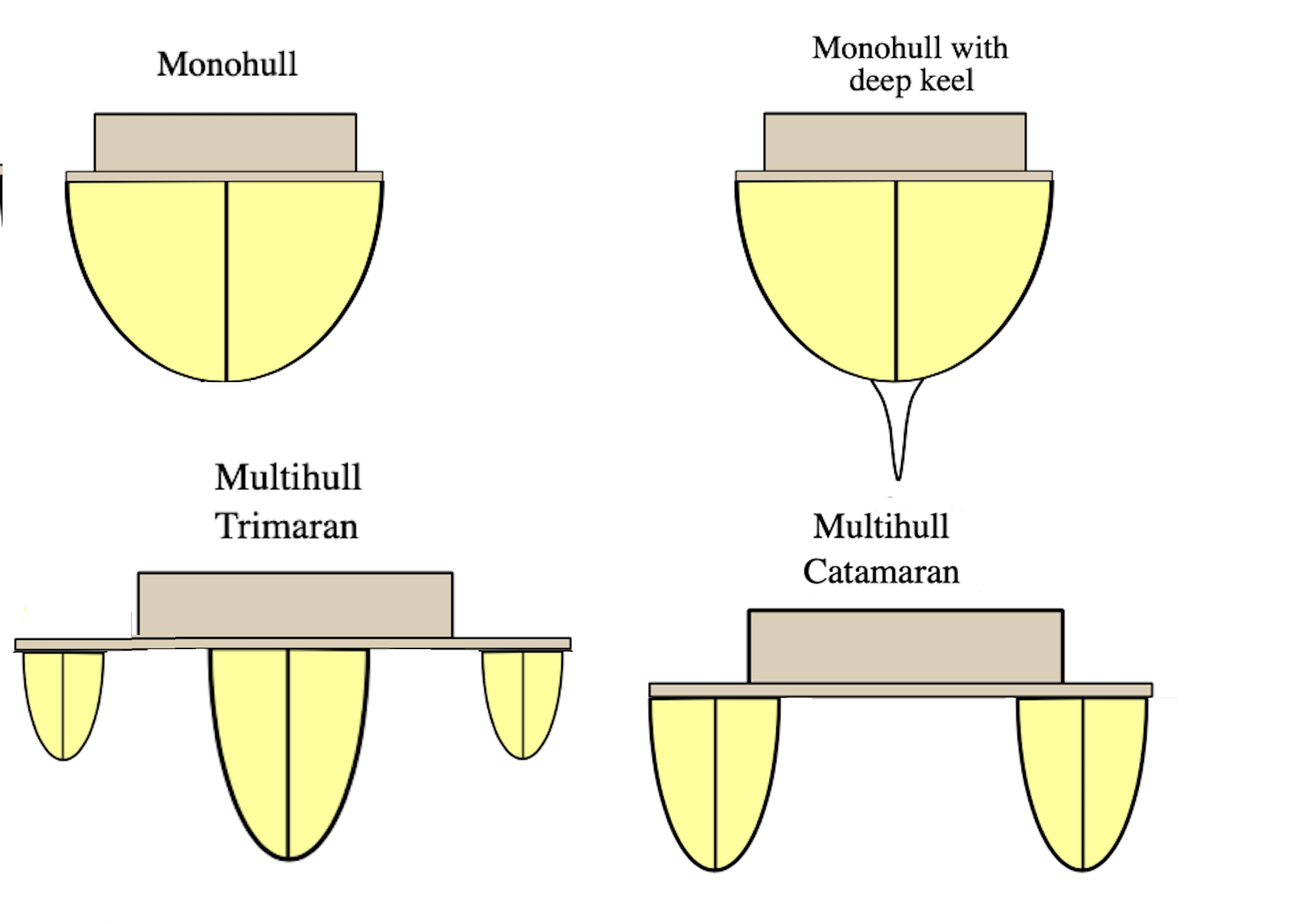
Monocascos (arriba) y multicascos (abajo)

Un multicasco es una embarcación con más de un  casco. Los cascos adicionales aportan estabilidad, generalmente para mantener el buque derecho en presencia de la fuerza lateral del viento en las velas (las embarcaciones monocasco utilizan una quilla con lastre para este propósito, especialmente si son grandes).
Los multicascos incluyen las siguientes embarcaciones: praos, que tienen dos cascos de diferente tamaño; catamaranes, que tienen dos cascos idénticos; y trimaranes, que tienen un casco mayor en el centro y dos de menor tamaño a los lados. Los veleros multicasco son mucho más anchos que su equivalente en monocasco, lo que hace que no necesiten lastre en la quilla y por lo tanto sean más rápidos bajo las mismas condiciones de navegación. Además los multicascos no se hunden tan fácilmente cuando se dañan los cascos. Existen multicascos a motor utilizados para competiciones o para transporte.

## Federación Internacional de Vela
La Federación Internacional de Vela reconoce las siguientes clases de embarcaciones multicasco:
- A-Catamarán
- Dart 18
- Formula 16
- Formula 18
- Hobie 14
- Hobie 16
- Hobie Dragoon
- Hobie Tiger
- Hobie Wildcat
- Nacra 17
- Nacra Infusion
- SL16
- Topcat K1
- Tornado
- Viper